# Борнхольмский десант
Борнхольмский деса́нт — десантная операция советского Балтийского флота и войск 2-го Белорусского фронта по освобождению датского острова Борнхольм от немецких войск, проведённая 9 мая 1945 года.

## Цель и подготовка операции
В 1945 году германское командование использовало датский остров Борнхольм в Балтийском море как перевалочную базу при эвакуации своих войск из Курляндского котла, Данцигской бухты и прижатых к морю разрозненных группировок в Восточной Пруссии. 25 января 1945 года на совещании в ставке Гитлера было решено укреплять оборону Дании, в том числе острова Борнхольм. В начале 1945 года гарнизон острова составлял свыше 12 тыс. солдат и офицеров, береговые и зенитные батареи, а также около десяти пеленгаторных и радиолокационных станций, три гидроакустические станции для обнаружения подводных лодок, имелся небольшой военный аэродром. Комендантом гарнизона с 5 марта 1945 года являлся капитан 1-го ранга Герхард фон Кампц, однако с 6 мая 1945 оборона острова фактически возглавлялась генералом артиллерии Рольфом Вутманом, эвакуировавшимся с остатками своих частей из Восточной Пруссии и получившим приказ организовать оборону острова.
4 мая 1945 года германские войска в северо-западной Германии, в Голландии и Дании капитулировали перед канадско-британской 21-й группой армий фельдмаршала Б. Монтгомери. Однако вопреки условиям капитуляции германские корабли и авиация не прекратили боевые действия, а темпы эвакуации германских войск на запад по Балтийскому морю ещё более возросли. По советским кораблям и самолётам с этих кораблей открывался огонь. Причиной этого был приказ, полученный Герхардом фон Кампцем о капитуляции только перед британскими войсками, и об обороне острова до их прибытия. Английское командование не предпринимало никаких мер по поводу этого нарушения подписанных им же условий капитуляции и вообще благосклонно смотрело на усиление эвакуации немецких войск из Восточной Пруссии после её подписания.
Советское командование предвидело подобное развитие событий. Ещё 23 апреля 1945 года Народный комиссар ВМФ адмирал флота Н. Г. Кузнецов обратился к начальнику Генерального штаба генералу армии А. И. Антонову с предложением провести высадку десантов на острова Рюген и Борнхольм для воспрепятствования эвакуации немецких войск по Балтийскому морю. А 26 апреля он в инициативном порядке поручил командующему Балтийским флотом адмиралу В. Ф. Трибуцу начать подготовку такой операции, а для начала перебросить значительные силы авиации флота в Кольберг. С 5 мая начались активные боевые действия советской авиации в районе Борнхольма. С принятием решения о высадке десантов Ставка ВГК пока колебалась, считая первоочередной задачей завершение разгрома немецких войск в Померании.
Ставка Верховного Главнокомандования 4 мая 1945 года по предложению приняла решение сорвать немецкую эвакуацию. В десант была выделена 18-я стрелковая дивизия 132-го стрелкового корпуса (командир корпуса генерал-майор Ф. Ф. Коротков) 19-й армии 2-го Белорусского фронта под командованием Маршала Советского Союза К. К. Рокоссовского. Предполагалось, что немецкие войска не окажут сопротивления после демонстрации военной силы. Для приёма капитуляции предлагалось высадить роту моряков и, если потребуется, дополнительно стрелковый полк.

## Проведение операции
7 мая авиация Балтийского флота обнаружила западнее и севернее Борнхольма крупные конвои противника: в море в западном направлении двигалось более 700 различных кораблей, транспортов, вспомогательных судов, даже простых шлюпок. 7 мая были нанесены два бомбоштурмовых удара (силами 78 штурмовиков и 24 истребителей), 8 мая — ещё четыре удара (силами 91 штурмовика, 28 бомбардировщиков, 62 истребителей) по кораблям, судам и портовым сооружениям в Рённе и Нексё. В портах позднее были обнаружены 6 потопленных транспортов, 2 мотобота, по одной десантной и самоходной барже, 1 торпедный катер. На острове имелись разрушения как военных объектов, так и гражданских зданий, а также жертвы среди немецких военнослужащих и мирного населения. Сразу после вступления в силу условий капитуляции Германии в 23 часа (по центральноевропейскому времени) 8 мая по радио немецкому гарнизону была передана радиограмма открытым текстом на немецком языке с требованием выполнения общих условий капитуляции. Однако гарнизон Борнхольма не капитулировал. В 14 часов 9 мая была перехвачена немецкая радиограмма с Борнхольма, что там на рейдах имеется большое скопление кораблей и транспортных судов, на которых находится более 7 тысяч солдат и офицеров и движение судов продолжается. В этой ситуации 9 мая было принято решение о высадке на остров.
Для принятия капитуляции немецкого гарнизона на Борнхольм в 6 часов 15 минут 9 мая из порта Кольберг вышел отряд торпедных катеров (6 единиц) со стрелковой ротой (108 человек). Командовал этими силами начальник штаба Кольбергской военно-морской базы капитан 2-го ранга Д. С. Шавцов. Вскоре ими был перехвачен отряд немецких кораблей — самоходная баржа и четыре мотобота, на которых находились немецкие солдаты и офицеры, один из катеров отконвоировал их в порт Кольберг. Остальные пять катеров в 15 часов 30 минут вошли в порт Рённе на Борнхольме и без противодействия высадили десантную роту. К командиру советского отряда прибыл немецкий офицер и от имени коменданта генерала Вутмана потребовал немедленно покинуть Борнхольм. В ответ Д. Шавцов предупредил, что если гарнизон не сложит оружия, то через два часа по военным объектам острова будет нанесён удар авиацией.
Пока немецкое командование совещалось, с помощью местного населения десантная рота заняла телеграф, объекты порта и перерезала кабели связи. Спустя несколько часов генерал Вутман, его начальник штаба и морской комендант сдались, на торпедных катерах они были доставлены в Кольберг, где подписали приказ о капитуляции гарнизона.
В течение дня 9 мая в районе острова советская авиация неоднократно наносила удары по уходящим на запад немецким конвоям (всего обнаружено свыше 50 кораблей), из которых 10 были потоплены и примерно столько же повреждены. В воздушных боях в районе острова было сбито 16 немецких самолётов.
Вечером 9 мая произошёл последний морской бой в районе Борнхольма: около 17 часов три советских торпедных катера догнали вражеский конвой (транспорт, буксир, 11 сторожевых катеров). На приказ конвою вернуться в порт немцы открыли огонь. Пуск торпеды не удался, советские катера стали отходить к порту Рённе, двое советских моряков в этом бою были ранены, один вскоре умер от ран. Немецкий конвой ушёл в Данию.
В ночь на 10 мая с Борнхольма скрытно вышли в направлении Швеции немецкие буксир и баржа. Утром они были обнаружены авиацией, перехвачены вышедшими в море торпедными катерами и возвращены на Борнхольм. На борту находилось до 800 немецких солдат.
В течение 10—11 мая производилось разоружение немецкого гарнизона, вскоре все 11 138 пленных были вывезены в СССР (а также 4500 гражданских немцев). В эти же дни на Борнхольм был доставлен весь 132-й стрелковый корпус (7687 человек).
15 мая последовало сообщение Советского правительства, что Борнхольм занят временно и будет немедленно передан Дании после «разрешения военных вопросов в Германии». Советские войска находились на острове около года. Порты острова использовались как базы лёгких сил Балтийского флота при проведении траления Балтийского моря от морских мин. На острове с 15 мая 1945 года находился также датский губернатор Поль Христиан Стеманн и датские чиновники, которые приняли на себя вопросы местного самоуправления и хозяйственной жизни. 5 марта 1946 года МИД СССР в свой ноте известил правительство Дании, что СССР не имеет более необходимости держать свои войска на Борнхольме и предложил датскому правительству занять остров своими войсками и принять под контроль своей администрации. В ответной ноте 8 марта Дания подтвердила готовность принять остров под своё управление. С 16 марта началась эвакуация советских войск с острова. 4 апреля в торжественной обстановке был подписан акт о передаче острова датскому правительству, и 5 апреля 1946 года последние советские военнослужащие покинули Борнхольм.
Всего в ходе операции и дальнейшего нахождения на острове советского гарнизона погибли около 30 советских военнослужащих.